# Sloanea garckeana
Sloanea garckeana là một loài thực vật có hoa trong họ Côm. Loài này được K.Schum. miêu tả khoa học đầu tiên năm 1886.

## Hình ảnh

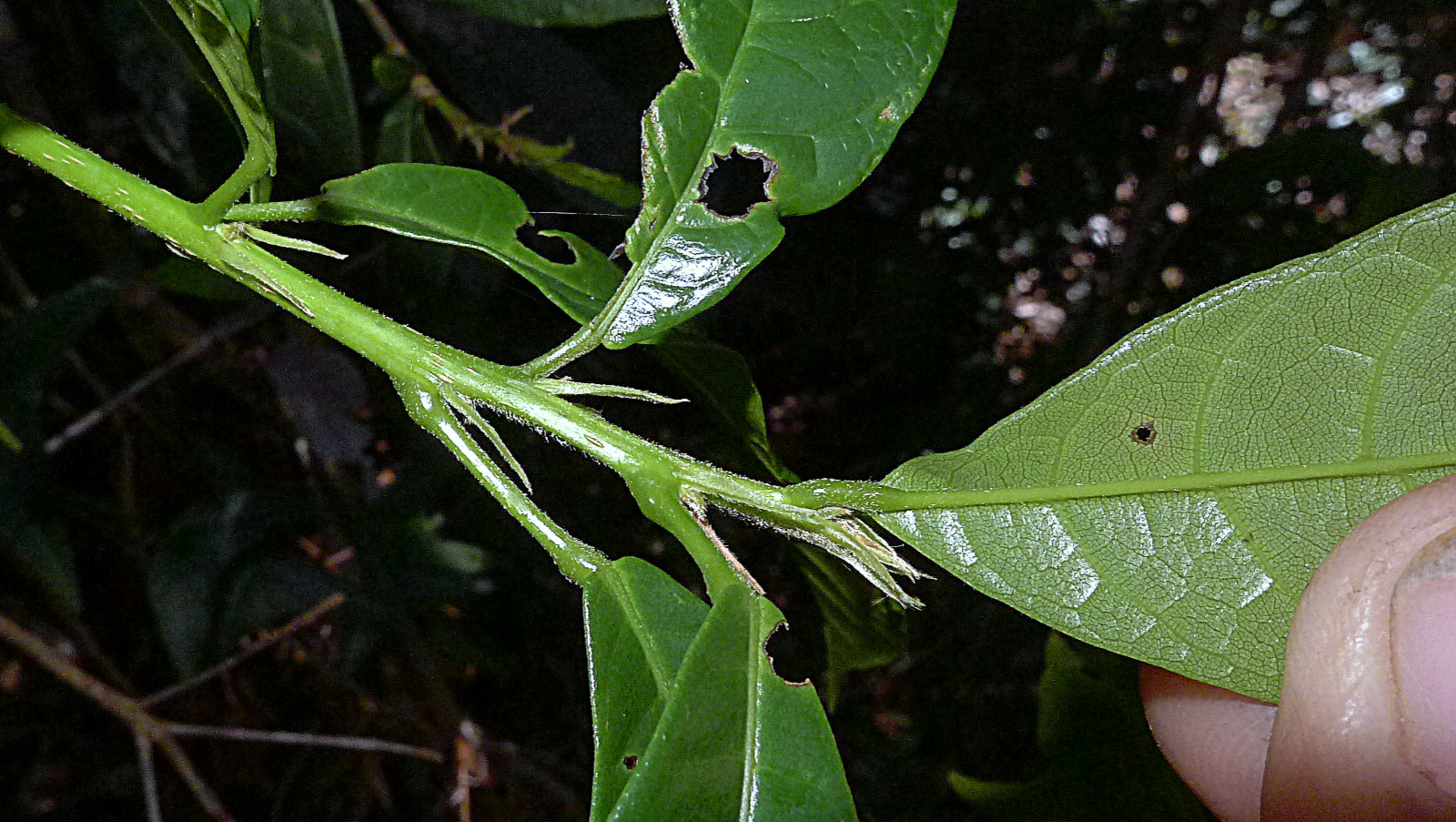
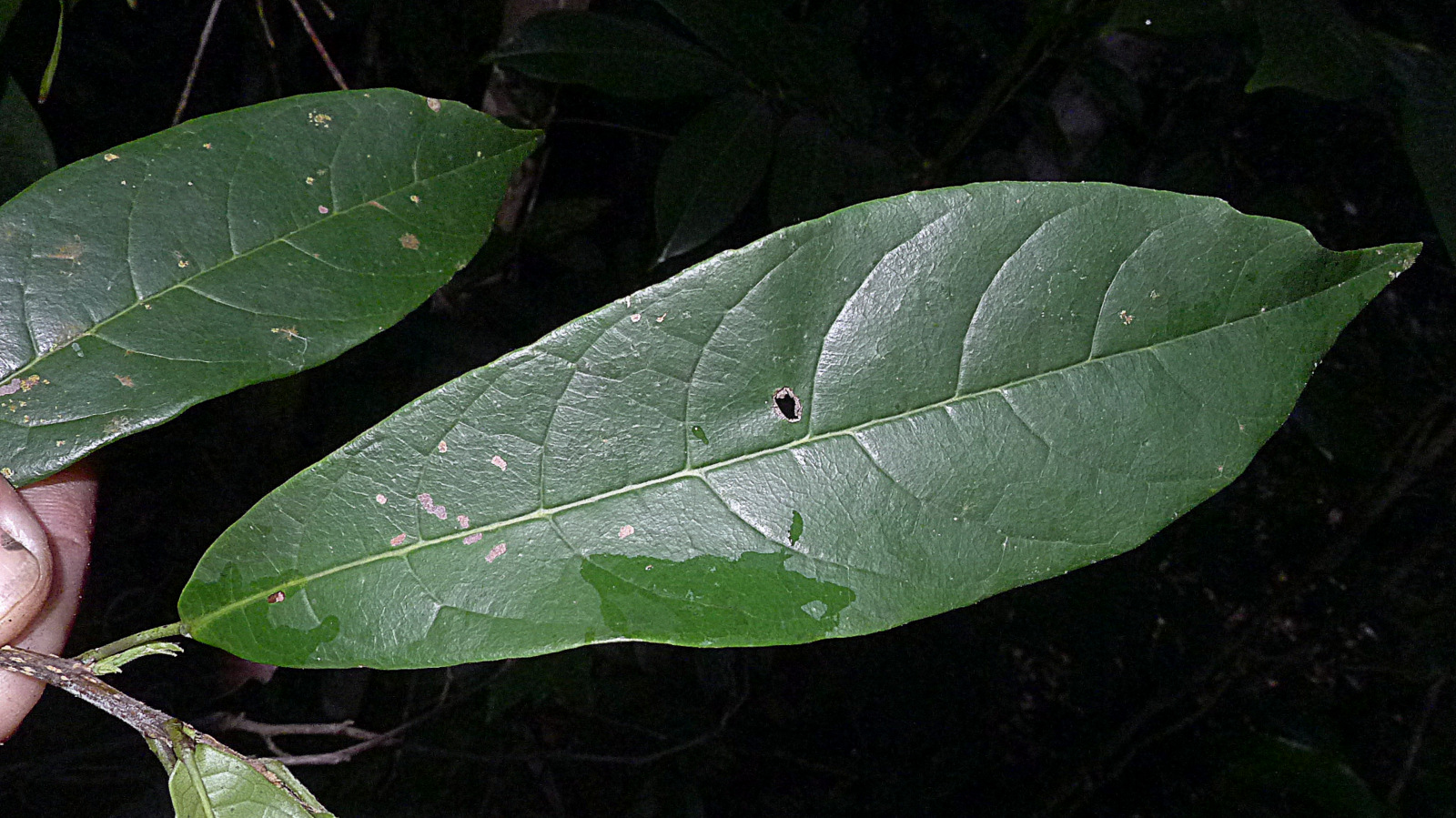
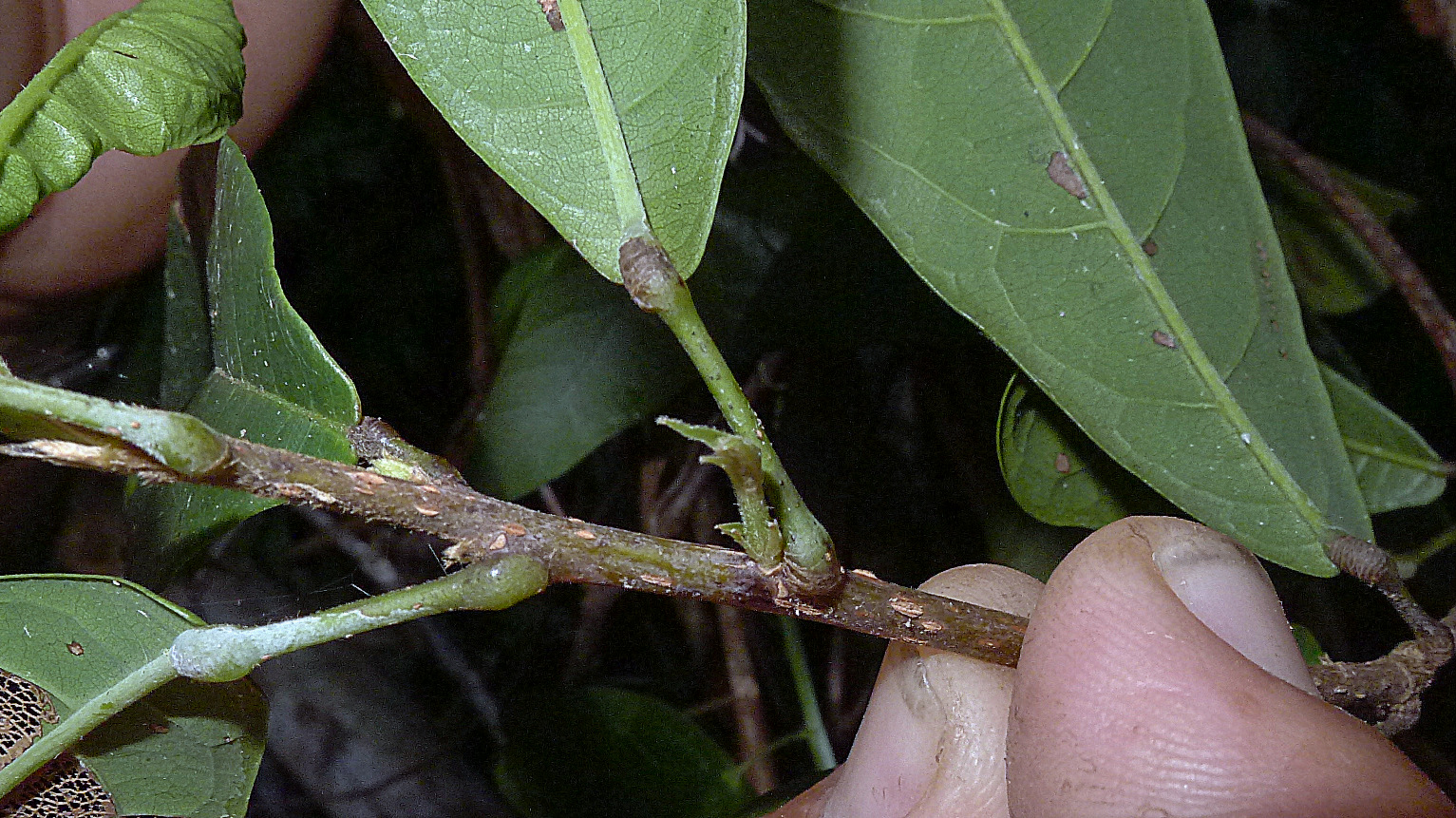
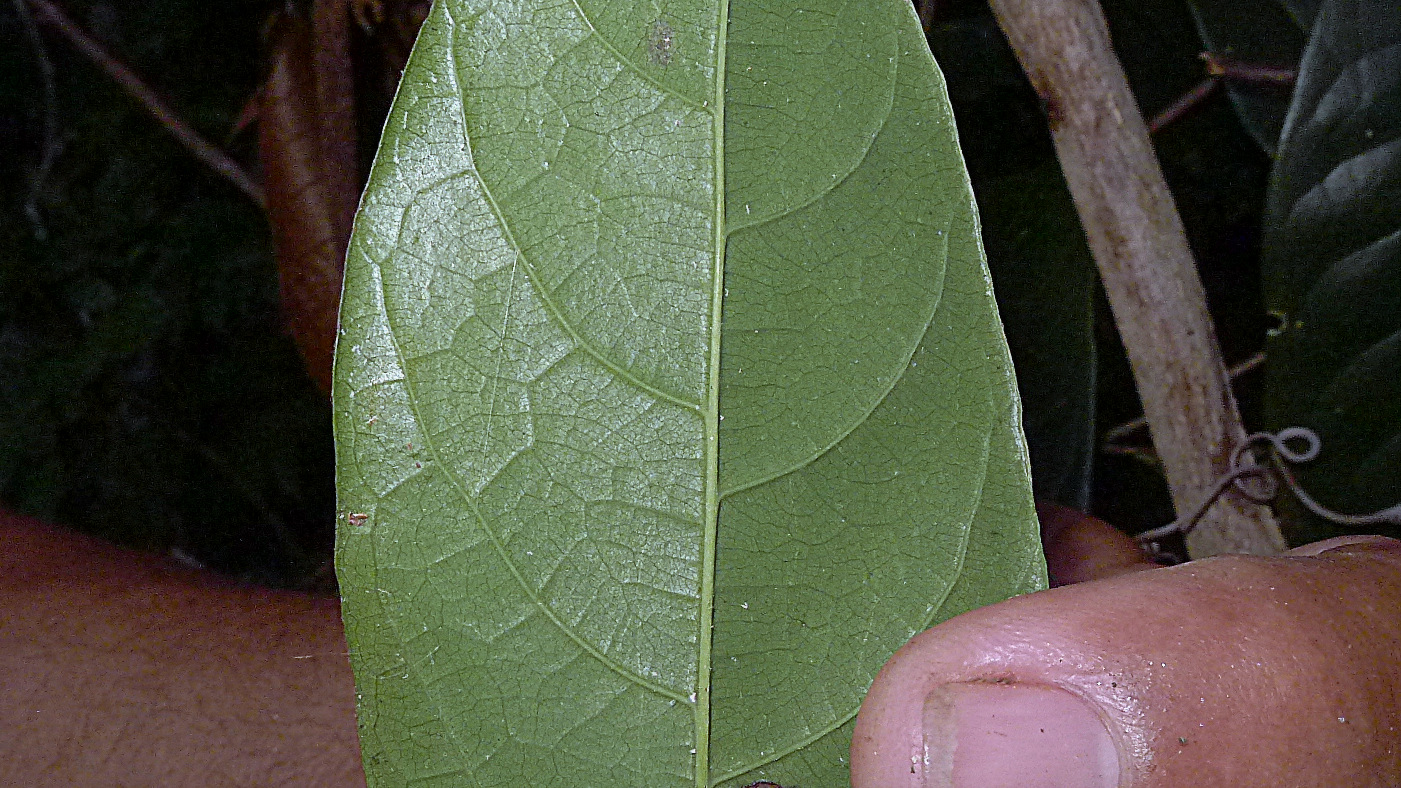